# Panau adusta
Panau adusta is een vlinder uit de familie van de Houtboorders (Cossidae). De wetenschappelijke naam van de soort werd voor het eerst gepubliceerd in 1957 door Walter Karl Johann Roepke.
De soort komt voor in Vietnam, het Maleisisch schiereiland, Indonesië (Sumatra, Java) en Borneo.